# Elasmus khandalus
Elasmus khandalus is een vliesvleugelig insect uit de familie Eulophidae. De wetenschappelijke naam is voor het eerst geldig gepubliceerd in 1972 door Mani & Saraswat.